# Christian Weber (NS-Funktionär)

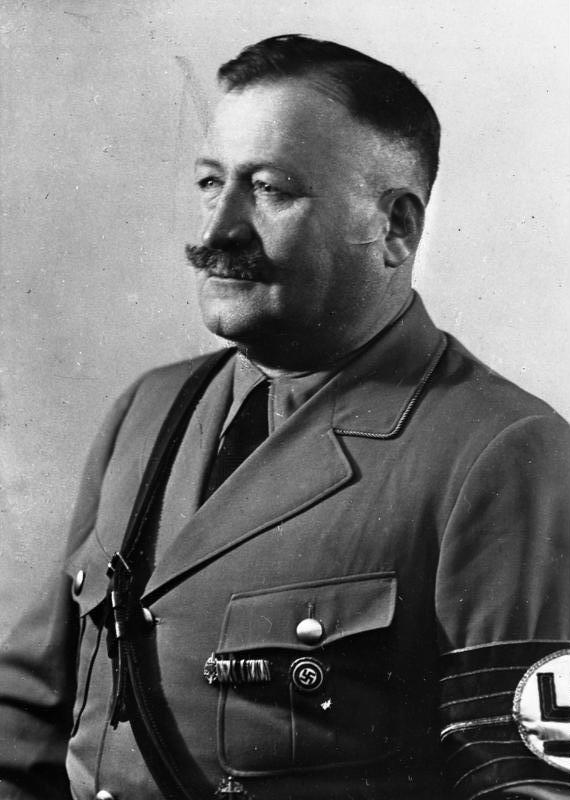
Christian Weber, 1934

Christian Ludwig Weber (* 25. August 1883 in Polsingen; † in der Nacht vom 10. auf den 11. Mai 1945 wohl auf der Schwäbischen Alb bzw. irgendwo zwischen Ulm und Heilbronn) war ein deutscher Politiker (NSDAP) und SS-Angehöriger. Zwischen 1933 und 1945 war er der am stärksten exponierte Kommunalpolitiker Münchens und verfügte über eine Vielzahl an Ämtern: Ab 1936 war er Mitglied des Reichstags, Präsident des Kreistags von Oberbayern, Leiter des Amtes für den 8./9. November und SS-Brigadeführer. Als einer der wenigen Duzfreunde Hitlers verstand er es, eigene Interessen und auch die der Stadt München zu verfolgen. Durch Machtmissbrauch, Korruption und Arisierungen häufte Weber ein immenses Vermögen an. Nach außen gab er sich den Anschein des seriösen Geschäftsmannes; laut Visitenkarte bezeichnete er sich als Kaufmann. Darüber hinaus war er ein wichtiger Funktionär im Pferdesport. Er war Gründer des Braunen Bands von Deutschland, der SS-Hauptreitschule München-Riem und des Deutschen Jagdmuseums. Weber verstand es, München neben Berlin zum bedeutendsten Pferdesportzentrum Deutschlands zu machen. Sein Ende bzw. weiteres Schicksal verliert sich im Mai 1945 und kann archivalisch bis heute nicht restlos geklärt werden. Durch ein Spruchkammerverfahren wurde er zum „Hauptschuldigen“ deklariert.

## Frühe Jahre

### Kindheit und Jugend
Christian Weber wuchs in ärmlichen Verhältnissen auf. Er war das vierte von fünf Kindern, die Mutter hatte zudem ein weiteres voreheliches Kind. Beide Eltern waren evangelisch und stammten nicht aus der Gegend. Der Vater erhielt eine Anstellung im Gut von Schloss Polsingen, das damals Teil eines von Wilhelm Löhe gegründeten Heimes für geistig und körperlich behinderte Jugendliche war. Später wurde Christian Webers Vater Briefträger, zunehmend mit einem Alkoholproblem. Nach sieben Jahren Volksschule erhielt Weber eine Ausbildung als Bereiter im Polsinger Schlossgut und arbeitete dort danach als Jungknecht. Während seiner Lehrjahre fiel er durch rasche Auffassungsgabe und außergewöhnliches Talent im Umgang mit Pferden auf. Den Militärdienst absolvierte Weber vom 5. Oktober 1901 bis zum 28. September 1904 beim 1. Chevaulegers-Regiment Eskadron „Jäger zu Pferd, III A.C.“ in Nürnberg.

### Berufliche Entwicklung
Nach dem Wehrdienst erhielt Weber bei seinem ehemaligen Schwadronchef Baron Egloffstein eine Anstellung in dessen Schloss Pilsach. 1905 begann Weber in Zusammenarbeit mit zwei jüdischen Pferdehändlern auf selbstständiger Basis mit Pferden zu handeln. Gemeinsam mit ihnen brachte er den Pferdehandel in der Oberpfalz durch Ankauf von Pferden aus Belgien und Böhmen in Schwung. Im Spätherbst 1912 wechselte er nach München, wo er in der Pferdehandlung Göbl, in einem Fiakerbetrieb, eine Anstellung gefunden hatte. Weber widmete sich fortan hauptsächlich dem Pferdehandel. Im Einwohnermelderegister der Stadt München wurde er seit 13. Mai 1913 mit Wohn- und Geschäftsräumen in der Fürstenstraße 6 geführt. Häufige Reisen ins Ausland und das Stadtleben formten ihn zusehends.

### Teilnahme am Ersten Weltkrieg
Seit 1906 war Weber dem 8. Feldartillerie-Regiment in Nürnberg als Reservist zugeteilt. Mit Beginn des Ersten Weltkriegs wurde Weber am 6. August 1914 eingezogen. Er diente im gesamten Verlauf des Krieges bei der bayerischen Fußartillerie an der Westfront. Dort brachte er seine Kenntnisse über Pferdegespanne unter anderem beim Transport von Geschützlafetten ein. Weber bekam für seinen Einsatz das Eiserne Kreuz II. Klasse, das bayerische Militärverdienstkreuz mit Schwertern und die Militärverdienstauszeichnung. Am 3. Januar 1919 wurde er im Rang eines Sergeanten aus dem Heer entlassen.

## Während der Weimarer Republik

### Kampf gegen die Weimarer Republik und beruflicher Neubeginn
1919 wurde Christian Weber Mitglied im Freikorps Epp und im Freikorps Oberland, wo er an der blutigen Zerschlagung der Münchner Rätebewegung und bei Kämpfen gegen die Räterepublik in Treuchtlingen und Ingolstadt teilnahm. Um sich finanziell über Wasser zu halten, wurde er in München Schwarzhändler; seine Gewerbeanmeldung lautete auf „Pferdehändler“. Im Wirtshaus „Straubinger Hof“ nahe dem Münchner Viktualienmarkt nahm er sich ein Zimmer. Nach einem Zerwürfnis mit der Wirtsfamilie wechselte Weber in die nahegelegene Gaststätte „Blauer Bock“, die von Johann Schreiber, einem seiner Kriegskameraden, geführt wurde. Weil sich der Pferdehandel als schwindendes Geschäft erwies, motorisierte Weber seinen Betrieb mit „Kraftdroschken“. Vor der Gaststätte betrieb er zusammen mit dem Wirt eine Tankstelle namens „Blau Bock Tank“, später bemächtigte er sich ihrer.

### Webers Rolle beim Aufbau der NSDAP
Christian Weber war frühes Mitglied der Deutschen Arbeiterpartei (DAP), die am 24. Februar 1920 in NSDAP umbenannt wurde. „Nach eigenen Berichten und den Angaben in Parteiakten [war] Weber seit dem 20. Februar 1920 Anhänger der Partei.“
Weber gehörte zum engen Gefolge Hitlers, der zum Aushängeschild der Partei avancierte. 1921 meldete Weber sein Gewerbe als selbstständiger Pferdehändler ab, war in der Folge einer der wenigen hauptberuflichen Angestellten der NSDAP und übernahm fortan die Organisation der Partei. So forcierte er zusammen mit Max Wutz die entscheidende Mitgliederversammlung der NSDAP, bei der Hitler am 29. Juli 1921 im Münchner Hofbräuhaus zum ersten Vorsitzenden der Partei ernannt wurde.
Bereits zu Beginn der Kampfzeit stellte Weber seinen Pkw Hitler zur Verfügung. Er gehörte als eines der ersten Mitglieder zur „Schutztruppe“ der Partei, die sich zur Aufgabe gemacht hatte, Hitler bei Parteiveranstaltungen zu schützen, und dabei nicht vor Gewaltanwendung zurückschreckte. Die tatkräftigen Mitglieder des „Führerschutzes“ genossen Hitlers persönliches Vertrauen und bildeten innerhalb der NSDAP eine auf ihn eingeschworene Gemeinschaft. Weber war „einer von nur vier Duzfreunden Hitlers innerhalb der NSDAP“.
Während der Parteikrise von 1921, aus der Hitler gestärkt als unangefochtener Führer der NSDAP hervorging, zählte Christian Weber zu seinen eifrigsten Verbündeten. Der Ausbau der Parteiorganisation machte im November 1921 die Einrichtung einer größeren Geschäftsstelle in der Corneliusstraße 12 in München notwendig. Neben dem Geschäftsführer Max Amann war Weber als eine „Art zweiter Geschäftsführer“ tätig und gehörte zu den zehn hauptamtlich beschäftigten Angestellten der Partei. Bis zum Hitlerputsch im November 1923 blieb Weber Mitglied der Parteileitung. „Hitler setzte Weber vor allem für organisatorische Aufgaben ein.“ Unter Weber entstanden die ersten Münchner Ortsgruppen der NSDAP, mit „Sprechabenden“, die meist von ihm geleitet wurden. Weber organisierte auch die größeren Parteiveranstaltungen, z. B. im Circus Krone. Ab 1921 baute Weber im Münchner Umland die ersten auswärtigen NSDAP-Ortsgruppen (Freising, Pfaffenhofen, Starnberg, Bad Tölz, Tegernsee, Rottach, Rosenheim und Partenkirchen) auf. Mittlerweile unterhielt Christian Weber eine Lastwagenkolonne, die er für den Transport der SA-Trupps zu den auswärtigen Versammlungen zur Verfügung (und der Partei in Rechnung) stellte. Auch hier leitete Weber die Versammlungen und war dabei mitunter als „Saalordner“ tätig, was ihm bei anschließenden Schlägereien ungezählte Anzeigen wegen schwerer Körperverletzung einbrachte. Die handgreiflichen Auseinandersetzungen wurden als „Säuberungen der Hallen von den Marxisten“ bezeichnet. Besonders gewalttätige Umtriebe geschahen bei den ersten Versammlungen in Ingolstadt und Eichstätt. In Eichstätt dehnte sich die „Aktion“ sogar auf die ganze Stadt aus. Beim sogenannten Marsch auf Coburg war Weber Organisator. Der Völkische Beobachter vom 25. August 1933 sprach anlässlich Webers 50. Geburtstag von einer „ersten gewonnenen Schlacht“ als dessen „besonderen Verdienst“.
Von 1921 bis 1923 war Weber Mitglied der SA und Führer eines Sturmtrupps. Ab Herbst 1921 war er Führer der SA-Motorstaffel und Leiter des Fuhrparks der Parteileitung. Von Mai bis November 1923 war er Leiter der Transportabteilung im Stab des Oberkommandos der SA und Mitglied im sogenannten Stoßtrupp Adolf Hitler.
Christian Weber schreckte nicht vor gewalttätigen Konflikten zurück. Auch Verfahren wegen Trunkenheit, „unsittlichen Handlungen“, Verleumdungen, Bedrohung mit Waffen und rüdes Auftreten gegen Juden sind belegt. Seine Körperfülle – er wog zwei Zentner – mag alleine schon abschreckend gewirkt haben. Laut einem Bericht des Völkischen Beobachters vom 25. August 1933 soll Weber „bis 1925 […] wegen seiner Tätigkeit für die NSDAP in 152 Fällen vor Gericht“ gestanden haben. Nur ein Bruchteil seiner Straftaten wurde aktenkundig, wie etwa beim Überfall auf den jüdischen Vizepräsidenten der Münchner Handelskammer, Kommerzienrat Siegmund Fraenkel. Häufig verstand es Weber, sich dem Nachweis seiner Straftaten zu entziehen, wie etwa beim Mordanschlag gegen den sozialdemokratischen Landtagsabgeordneten Erhard Auer, bei dem er sich mit „Einsatz seines Presseausweises aus der Schusslinie der Polizei brachte.“
Bis zum Hitlerputsch 1923 galt Weber als Hitlers tatkräftigster Mitarbeiter. Dass Christian Weber 1923 mit ihm zur Feldherrnhalle marschiert sei, beruht jedoch auf einer Verwechslung mit dem Veterinärmediziner Friedrich Weber. Allerdings stellte Weber für den Staatsstreich Lastwagen und LKW, die er teilweise gewaltsam aus dem Fuhrpark der Firma Cenovis entwendet hatte. „Der Diebstahl der Wagen war die einzige Straftat, für die er nach dem Putsch verurteilt wurde.“ Weber teilte nicht mit Hitler die Festungshaft in Landsberg. Dafür besuchte er ihn laut Besucherbuch mehrfach. Nach Hitlers Entlassung begleitete Weber ihn auf Reisen in den Norden Deutschlands und in die Reichshauptstadt Berlin. Viele dieser Fahrten waren aufgrund der Gefährdung für Hitler nur nachts möglich.
Weber schreckte selbst vor Hitler nicht zurück. 1925/26 kam es mit ihm zu einer Auseinandersetzung, die vor Gericht endete. Nach mehreren Gerichtsterminen erfolgte schließlich eine „außergerichtliche Einigung.“
Christian Weber wurde, obwohl er weder Student noch Akademiker war, Mitglied der 1923 gegründeten Wehrschaft Palaio-Germania München, einer schlagenden Studentenverbindung, die sich ausschließlich aus Nationalsozialisten rekrutierte.

### Parteikarriere in der Münchner Lokalpolitik
Nach der Neugründung der NSDAP im Februar 1925 erhielt Weber in Anerkennung seiner geleisteten Dienste die Mitgliedsnummer 15 und stieg in die Münchner Lokalpolitik ein. Anfang 1926 rückte er für die Partei als Ersatzmann in den Münchner Stadtrat nach und wurde Mitglied im städtischen Bauausschuss, über den insbesondere Grundstücksankäufe und die städtischen Gutsbetriebe verwaltet wurden. Durch die Kommunalwahl im Dezember 1929 wurde die NSDAP zu Münchens drittstärkster Partei. Weber war neben Max Amann, Hermann Esser, Heinrich Hoffmann, Ulrich Graf, Franz Xaver Schwarz, Jakob Grimminger und dem späteren Münchner Oberbürgermeister Karl Fiehler eines von acht Stadtratsmitgliedern der NSDAP.

## Im Dritten Reich

### Machtergreifung
Am 9. März 1933 besetzte Christian Weber mit Max Amann das Direktorium im Münchner Rathaus und übernahm damit die Stadtverwaltung. Als Zeichen hissten sie eine riesige Hakenkreuzflagge vom Rathausturm. Nachdem Karl Fiehler als neuer Erster Bürgermeister den Fraktionsvorsitz abgegeben hatte, avancierte Christian Weber zum Führer der NSDAP in der gleichgeschalteten Münchner Stadtverwaltung. Alle nicht nationalsozialistischen Stadträte fielen einer „Säuberung“ zum Opfer und wurden durch Parteigenossen ersetzt. Hitler hatte sich mit der Machtübernahme zum „Parteibeauftragten“ der Stadt München erklärt. Der Stadtrat bestand fortan aus von ihm berufenen „Ratsherren“, darunter eine Vielzahl „Alter Kämpfer“. Bis Kriegsende war Weber einer dieser Ratsherren und führte das Gremium als dessen „Ratspräsident“ nach dem Führerprinzip. Eine am 1. Juli 1933 von Weber erlassene innerfraktionäre Richtlinie regelte, dass Wortmeldungen nur noch mit seinem Einverständnis möglich waren. Am 1. Oktober 1935 erhielt Weber in seiner Funktion als Ratsherr eine Berufung in das Beamtenverhältnis.

### Prestigeträchtiger Wohnungswechsel und Ämterhäufung
1933 erfolgte mit Webers Machtzuwachs ein prestigeträchtiger Wohnungswechsel. Ab 15. November 1933 wohnte er laut Meldekarte nicht mehr im Wirtshaus „Blauer Bock“ (Sebastiansplatz 9/II), sondern in der Münchner Residenz, wo er unter der repräsentativen Adresse „Kaiserhof 1“ auch Büroräume in seiner Funktion als Kreistagspräsident unterhielt. Weber verstand es, sich dafür ab dem 1. April 1935 einen städtischen „Sonderzuschuss“ in Höhe von monatlich 600 RM zu verschaffen, der für die Miete und zur „Erledigung seiner Geschäfte“ diente. Zu dieser Zeit leitete er bereits folgende meist von ihm gegründete Vereine: Rennverein Riem, Verein Deutsches Jagdmuseum, Verein Ausstellungspark und den Zweckverband der Gestütshöfe Isarland. Daneben war Weber „Kulturbeauftragter“ der Stadt München und stellvertretender Vorsitzender der Neuen Kammerspiele GmbH.
Christian Weber gründete und leitete das Amt für den 8./9. November, die Organisation zur Unterstützung von Blutordensträgern in Form einer Körperschaft des öffentlichen Rechts, zu deren Aufgabe auch die Unterstützung von in Not geratenen Blutordensträgern gehörte. Weber organisierte darüber hinaus die jährlichen Aufmärsche zum Gedenken an den Hitlerputsch und die damit verbundene An- und Abreise, Kost und Logis der Alten Kämpfer einschließlich der Sicherheitsmaßnahmen.
Im Januar 1937 ernannte Münchens Oberbürgermeister Karl Fiehler ihn zum „Sonderbeauftragten für Wirtschaftsangelegenheiten“. Weber gewann damit weitreichende Befugnisse als „nichtbürokratische Schnittstelle zwischen Stadtverwaltung, Industrie und Privatwirtschaft.“ „Es gab in München zu Christian [Webers] Machtzeit kein Geschäft größeren Ausmaßes, an dem er nicht beteiligt gewesen wäre.“
Weber verstand es, ein gut funktionierendes Netzwerk aufzubauen. Außer Berufspolitikern handelte es sich dabei um hohe Funktionsträger der Stadt München, die sich als einflussreiche Hintermänner erwiesen. Dazu gehörten Münchens Kulturreferent Max Reinhard, der Weber häufig bei Abwesenheit vertrat, Wirtschaftsreferent Ernst Schubert, Stadtkämmerer Andreas Pfeiffer, der Tourismuschef Paul Wolfrum sowie Münchens Zweiter Bürgermeister Karl Tempel. Auch gute Beziehungen zu Großunternehmern wie zum Beispiel Peter Mülhens und dem Bankier August von Finck verschafften ihm finanzielle und persönliche Vorteile. Seinerseits setzte er seine Machtfülle zur Begünstigung und Unterstützung seiner Freunde ein, wie z. B. für das Ehepaar Max und Maria Wutz.

### Weitere Funktionen
Christian Weber war von 1931 (bis 1945) Mitglied des Kreistags von Oberbayern (ab 1937 umbenannt in „Bezirksverband Oberbayern“), zu dessen Präsidenten ihn Hitler im März 1933 ernannte. Damit breitete sich sein politischer Einflussbereich auch jenseits der Stadt München aus. Weber wurde 1933 Vorstandsmitglied des Bayerischen Gemeindetages und des Deutschen Gemeindetags. Darüber hinaus war Weber ab 1933/34 Ehrenführer im „Stadtverband Groß-München“, einem Zusammenschluss der Interessenverbände der Landeshauptstadt München unter dem Vorsitz von Paul Wolfrum. Im Juni 1934 wurde er als eines von sechs Mitgliedern in den Beirat der Deutschen Reichspost berufen.
1936 wurde Weber Mitglied des Reichstags für Dresden-Bautzen.
Weber gründete und leitete die „Verkehrsabteilung“ der NSDAP, eine der frühesten Unterorganisationen der Partei. 1933 wurde der ehemalige Pferdehändler Fuhrparkinhaber und Betreiber privater Buslinien (nach Dietramszell und zur SS-Kaserne nach Freimann) sowie Korreferent im Verkehrsreferat der Stadt München. Im März 1934 berief ihn Hitler in den Reichsverkehrsrat, wo er auch für Autobahnen und den Luftverkehr zuständig war. In diesem Zusammenhang ist der Bau des Münchner Flughafens Riem zu sehen, der zwischen 1937 und 1939 auf 120 Tagwerk ehemals landwirtschaftlicher Flächen errichtet wurde, die Weber wenige Jahre zuvor privat erworben hatte und für die er jetzt das Vierfache der ursprünglichen Kaufsumme erhielt.
Im April 1934 übernahm Weber die Schirmherrschaft über den „Fachverband der Kraftomnibusbesitzer Deutschlands e. V.“. Wenig später setzte er in München die Einführung eines innerstädtischen Busverkehrs durch. Am 24. April 1934 wurde eine Omnibuslinie durch den Englischen Garten beschlossen, um die Verbindung zwischen Schwabing und Bogenhausen zu verbessern. Webers Geleitwort beim Festakt zum Bau der Münchner U-Bahn (1938) „Die Straße frei für den Verkehr“ umschrieb sein Programm für die Verkehrs- und Stadtplanung in München. So sorgte er für Straßenverbreiterungen mit Hilfe der Abrissbirne wie etwa am Giesinger Berg und an der Von-der-Tann-Straße. Prominenteste Beispiele sind dabei der Abbruch der Matthäuskirche am Sendlinger-Tor-Platz und der jüdischen Hauptsynagoge in der Herzog-Max-Straße, die als „städtebauliche“ und „verkehrstechnische Maßnahmen“ deklariert wurden. Auf den Flächen der Sakralbauten entstanden Parkplätze.

### Machtmissbrauch und „Arisierungen“
Weber nutzte seine Macht skrupellos zum eigenen Vorteil aus und wird „zu den korruptesten Nationalsozialisten“gezählt. Unliebsam gewordener Personen entledigte er sich mit „Unterweltsmethoden“. So ließ er seinen langjährigen Geschäftspartner Matthias Schreiber von SS-Männern schwer misshandeln, damit dieser sich aus den gemeinsamen Firmen zurückzog. Während des Zweiten Weltkriegs erwirkte Weber Einberufungen seiner Kontrahenten. Dies traf etwa Fritz Beck, der als Adjutant von Gauleiter Adolf Wagner von Weber der „Spitzelei“ verdächtigt wurde, und den Münchner Tourismuschef Paul Wolfrum, der nach einem Zerwürfnis mit Weber trotz schwerer Fehlsichtigkeit zum Fronteinsatz in einem „Bewährungsbataillon“ kam.
Verdiente hochrangige Mitarbeiter der Stadt München, die in Webers Schusslinie gerieten, wusste er aus dem Dienst zu entfernen. Dies betraf etwa den Straßenbahndirektor Otto Scholler, der die von Weber forcierte Einführung innerstädtischer Buslinien ablehnte, den Wasserwerksdirektor Ernst Henle, weil er Jude war, und den Direktor der Elektrizitätswerke Clemens Zell. Ihn ersetzte er durch Wilhelm Hindelang, der sich mit der fulminanten Beleuchtung der „Nacht der Amazonen“ hervortat.
Auch in Parteikreisen machte sich Weber durch sein rüpelhaftes Auftreten zahlreiche Feinde. Bereits der Parteigründer Anton Drexler hatte sich 1923 über das Bonzentum in der Partei beklagt und damit Weber gemeint. Parteischatzmeister Franz Xaver Schwarz stellte sich 1939 erfolglos quer, als sich Weber an der „Arisierung“ jüdischer Immobilien bereicherte.
Mit seinem „Zauberwort Dachau“ verstand er es, immensen psychischen Druck aufzubauen, um sich Besitztümer anzueignen. Mitunter griff er auch zu gröberen Mitteln. So verübten auf seine Weisung hin SS-Männer und Mitglieder der Reiter-SS unter Leitung ihres Kommandanten Hermann Fegelein während der Novemberpogrome 1938 einen Brandanschlag auf das im Besitz von Rudolf von Hirsch befindliche Schloss Planegg. Hirsch wurde damit zur Überschreibung seines Besitzes gezwungen.
Weber brachte ausgedehnte Flächen im Münchner Osten, im Würmtal sowie am Nord- und Westufers des Starnberger Sees in seinen Besitz. Im Herbst 1940 nötigte er die bettlägerige deutsch-jüdische Schriftstellerin Emma Bonn, ihre herrschaftliche, in einem Park gelegene Feldafinger Villa an die von ihm geführte Reichsorganisation Das Braune Band von Deutschland zu verkaufen. Obwohl ihr der Verbleib in Deutschland zugesagt wurde, verschleppte man die gebrechliche Frau am 3. Juni 1942 in das Konzentrationslager Theresienstadt, wo sie zwei Wochen später am 24. Juni 1942 starb. Weber benutzte die Villa Bonn als Wochenenddomizil. Nach der Kriegszerstörung seiner Wohnung in der Münchner Residenz wurde die Villa Bonn ab 2. Mai 1944 sein Hauptwohnsitz.
In der Münchner Bevölkerung war Christian Weber aufgrund seiner Brutalität, Habsucht und Bestechlichkeit verhasst und gefürchtet; im Aktenbestand des Münchner Stadtarchivs sind (meist anonyme) Schmähbriefe erhalten. Berichte von Trinkgelagen und Orgien steigerten die Abscheu. Dem „Lebemann in Lederhosen“ wurde der Betrieb eines Bordells in der Senefelderstraße nahe dem Münchner Hauptbahnhof zugeschrieben, das von der Münchner Bevölkerung die spöttische Bezeichnung „Christianeum“ erhielt. Archivalisch ist jedoch nur die Existenz des Bordells, nicht aber dessen Leitung durch Weber belegt.

### Teilnahme am „Röhm-Putsch“
Während des Röhm-Putsches gehörte Weber zu Hitlers Begleitern und stellte damit seine Loyalität unter Beweis. „Anhaltspunkte über die Rolle von Christian Weber in der ‚Nacht der langen Messer‘ sind nur bruchstückhaft vorhanden. Ein Foto, das am frühen Morgen des 30. Juni 1934 Hitlers Ankunft mit dem Flugzeug in München festhält, zeigt Christian Weber, der Hitler empfängt und beim Verlassen des Flugplatzes begleitet. Zusammen mit Hitler hat Weber anschließend die ‚Verbrecherhöhle‘ in Bad Wiessee ausgehoben und war an der Verhaftung Röhms beteiligt. Christian Weber gehörte an diesem Tag zu Hitlers ständiger Begleitung. Neben dem Dank Hitlers brachte Weber dieser Einsatz die Beförderung zum SS-Oberführer und eine offizielle Anerkennung seiner Verdienste ein.“

### Karriere in der SS
Am 4. Mai 1933 trat Weber als SS-Sturmbannführer in die Allgemeine SS ein (SS-Nummer 265.902). Am 1. März 1934 wurde er zum SS-Standartenführer befördert, am 1. April 1934 zum „SS-Rangführer“ beim SS-Oberabschnitt Süd in München und am 4. Juli 1934 zum SS-Oberführer. Am 26. Juli 1936 wurde er SS-Brigadeführer (mit Patent vom 26. Juli 1936). Am 1. November 1937 ernannte Heinrich Himmler ihn zum Kommandeur der von Weber selbst ins Leben gerufenen SS-Hauptreitschule München sowie zum „Inspekteur der SS-Reitschulen“ im Stab des SS-Hauptamts; Weber war damit für die Belange der Reiter-SS zuständig und unterstand damit unmittelbar dem SS-Hauptamt. Trotz dieser Zusammenarbeit sammelte Himmler Unterlagen aus den zahlreichen Parteigerichtsverfahren gegen Weber, wagte aber nicht, gegen ihn in irgendeiner Weise vorzugehen.

### Aktivitäten im Bereich von Pferdezucht und Pferdesport
Zwischen 1935 und 1944 veranstaltete Weber auf der Galopprennbahn Riem die „Internationalen Riemer Rennwochen“ mit dem hochdotierten Preis um das Braune Band von Deutschland. Daneben machte er München-Daglfing neben Berlin, Hamburg und Gelsenkirchen zu einem wichtigen Zentrum des deutschen Trabrennsports. Am 23. März 1934 übernahm er die Präsidentschaft des renommierten, aber kurz vor dem Konkurs stehenden Rennvereins Riem, den er in kurzer Zeit über eine gezielte Spendenkampagne bei Münchner Unternehmen und durch städtische Zuschüsse zum reichsten Rennverein Deutschlands machte. Alleine aus städtischen Geldquellen sprudelten zwischen 1935 und 1944 insgesamt 1.213.182,19 Reichsmark. Die auf die persönlichen Belange Webers abgestimmte Satzung des Vereins gab ihm die uneingeschränkte Verfügungsgewalt über sämtliche Vereinskonten und damit das gewaltige Vereinsvermögen.
Weber war Präsident der Gestütshöfe Isarland in Percha bei Starnberg, wo er eine umfangreiche Pferdezucht leitete. Außerdem war er Präsident des Kuratoriums der von ihm gegründeten Reichsorganisation Das Braune Band von Deutschland, der führenden Organisation für deutsche Vollblutzucht und deutschen Rennsport mit Mitgliedern in einflussreichen Schlüsselpositionen wie etwa Hermann Göring, Philipp Bouhler und Otto Dietrich.
Dies erlaubte dem reiselustigen Christian Weber eine Vielzahl von Dienstreisen ins Ausland, die er auch zum Erwerb von Pferden für seine Zuchtbetriebe nutzte. So reiste er etwa 1935 und 1936 in Begleitung von Joseph Berchtold und Paul Wolfrum nach London und Paris, um sich mit den bedeutendsten Organisatoren und Klubs der Vollblutzucht zu treffen sowie Rennplätze und Rennveranstaltungen zu besuchen.
Im Januar 1937 schloss Weber in Berlin die Reichsorganisation Das Braune Band von Deutschland mit dem Wirtschaftsbund Deutscher Rennstallbesitzer und Vollblutzüchter e. V. zu einer Interessengemeinschaft zusammen und übernahm deren Präsidentschaft. Kurz danach leitete er in St. Moritz den von ihm initiierten Internationalen Kongress für Vollblutzucht und Trabrennen und stellte dabei die Notwendigkeit des Zusammenschlusses aller beteiligten Kreise heraus, um sämtliche Pferdezucht treibenden Nationen zu vereinen. Pferdesport und Pferdezucht wurden als bedeutender Wirtschaftsfaktor wahrgenommen und auch in Hinblick auf die Verwendung bei einem möglichen Krieg forciert.
Seine repräsentativen Aufgaben im Bereich von Pferdezucht und Pferdesport verschafften Weber auch internationale Anerkennung. So waren Aga Khan III. und König Boris III. (Bulgarien) seine Gäste in München. Im Januar 1938 reiste er nach Frankreich zum „Internationalen Kongress zur Förderung der Vollblutpferdezucht“ (später umbenannt in „Internationaler Kongress für Vollblutzucht und Galoppsport“), wurde im Pariser Rathaus empfangen und trug sich ins Goldene Buch der Stadt ein.
Im Juni 1938 reiste Weber aus Anlass des Internationalen Reitturniers nach Bukarest, um Gespräche mit dem rumänischen Landwirtschaftsminister Jonescu-Selesti und dem Heeresminister Argescanu zu führen, und traf auch mit dem rumänischen Außenminister Nicolae Petrescu-Comnen zusammen. Weber war Gast des rumänischen Königs Karl II. mit anschließendem Jagdaufenthalt in den Karpaten und wurde von Hermann Fegelein begleitet.

### Prestigeobjekt Deutsches Jagdmuseum
Mit Vehemenz setzte Weber sich für die Errichtung eines „Deutschen Jagdmuseums“ ein. Dafür gründete er am 22. Oktober 1934 den Verein „Deutsches Jagdmuseum e. V. – Forschungs- und Lehrstätte für Jagdkunde“. Weber verstand es, über diesen Verein hochgestellte Persönlichkeiten aus Politik, Adel und Gesellschaft in sein Vorhaben einzubeziehen. Die Wahl des Standorts fiel auf den Nordflügel von Schloss Nymphenburg, für dessen Entkernung und teilweise Zerstörung Weber „vollständige Ellbogenfreiheit“ forderte und die er trotz eines Verbots aus Berlin brachial durchsetzte. So wurde die barocke Klosterkirche mit ihrer herausragenden Ausstattung für die Schaffung eines Bibliotheksaals des „Deutschen Jagdmuseums“ zerstört. Am Tag der Museumseinweihung (16. Oktober 1938) ließ Weber einen Festumzug mit dem Motto „1000 Jahre Jagd und 1000 Jahre Tracht“ mit 12 000 Mitwirkenden aus allen Städten und größeren Gemeinden veranstalten, insbesondere aus der neuen „Ostmark“ und dem Sudetenland. Auch um die Teilnehmer des Festzugs anschließend zu verköstigen, erwirkte Weber eine Verlängerung des Oktoberfests um eine ganze Woche.

### Nacht der Amazonen
Zwischen 1936 und 1939 ließ Weber jedes Jahr im Nymphenburger Schlosspark mit bizarrem Bombast eine nächtliche Freiluftrevue inszenieren: die „Nacht der Amazonen“. Weber wollte mit dieser Aufsehen erregenden Abendveranstaltung als Höhepunkt der von ihm kreierten Pferderennen um das „Braune Band von Deutschland“ weltweit renommieren. Es traten bis zu 2000 Mitwirkende auf, darunter unter dem Vorwand mehr oder weniger mythologischen Inhalts spärlich bekleidete Darstellerinnen, SS-Reiter sowie international gefeierte Stars.

### Zweiter Weltkrieg
Weber, der bei Ausbruch des Zweiten Weltkriegs bereits 56 Jahre alt war, verbrachte die Kriegsjahre in München, wo er sich weiter seiner persönlichen Vorteilsnahme widmete. Offensichtlich wird dies anhand seiner Steuerunterlagen. Weber holte sich während des Krieges aus allen annektierten Gebieten Europas die besten Zuchtpferde, für die er nur die Einheitstaxe für einen Ackergaul in Höhe von 30 RM entrichtete.

### Privates
Christian Weber hatte stets unmittelbaren Zugang zu Hitler, der jedoch nicht immer nach dessen Willen entschied. Obwohl selbst in Parteikreisen schon früh Kritik an Webers Bonzentum und maßlosem Lebenswandel laut wurde, hielt Hitler ihm die Treue. Zu Webers groß gefeiertem 50. Geburtstag im August 1933 erhielt er von Hitler ein Bild mit dessen Konterfei und der Widmung „Meinem alten Mitkämpfer und Freund Christian Weber herzlichst: Adolf Hitler!“
Am Barmsee bei Krün unterhielt Weber seit 1928 ein Jagdgebiet in direkter Nachbarschaft zu seinem Bankier August von Finck. Weber soll sich durchaus waidgerecht verhalten haben. Mitgliedern seiner Jagdgesellschaften erlaubte er nur bestimmte Tiere zu erlegen. Im Oktober 1937 ernannte ihn die Gemeinde Wallgau zum Ehrenbürger für „Natur- und Wildschutz und der durch ihn geförderten Erschließung der Wallgauer Gegend.“ Für die Zufahrt zu seinem 1800 Meter hoch gelegenen komfortablen Jagdhaus stand dem schwergewichtigen NS-Potentaten ein geländegängiger Wagen von BMW zur Verfügung.

## Verhaftung und ungeklärter Tod
Die Aktenlage zu Webers letzten Tagen und seinem Ende ist fragmentarisch. Am frühen Morgen des 28. April 1945 wurde er bei der Besetzung des Münchner Rathauses durch die Freiheitsaktion Bayern festgenommen und nach Erding gebracht. Nach seiner Befreiung durch die SS erwirkte er ohne Vernehmung die Todesstrafe für den Rathausinspektor Hans Scharrer, weil dieser den Stoßtrupp der Freiheitsaktion Bayern zu Weber geführt hatte, und ließ ihn anschließend erschießen. Zwei Tage später, am 30. April 1945, soll er in Gefangenschaft der US-Armee geraten sein. Während einer Verlegung nach Heilbronn soll der LKW, mit dem er befördert wurde, verunfallt und Weber dabei ums Leben gekommen sein. Allerdings kursierten in der Nachkriegszeit zahlreiche Gerüchte über eine Flucht vor den Amerikanern während der letzten Kriegstage bzw. eine Gefangennahme auf seinen Gestüten Buchhof oder Heimatshausen bei Percha am Starnberger See. Archivalisch konnte dazu nichts nachgewiesen werden.
Webers sterbliche Überreste wurden nie aufgefunden. Nach bürgerlichem Recht war er deshalb zunächst „als noch lebend zu betrachten“. Nach einer eidesstattlichen Aussage seines alten Kampfgefährten Emil Ketterer wurde er am 1. Februar 1949 vom Amtsgericht München für tot erklärt.

### Nachlass
Christian Weber war nie verheiratet. Auch leibliche Kinder sind archivalisch nicht nachweisbar. Nachdem er durch ein Spruchkammerverfahren als „Hauptschuldiger“ in die oberste Kategorie eingestuft worden war, fiel sein Vermögen dem Freistaat Bayern zu. Nach einer Aufstellung seines Bankiers August von Finck wiesen seine Konten (persönliche und betreute) „[…] ein durchschnittliches Jahresguthaben von insgesamt ca. RM 2.500.000.– aus.“ Im März 1948 wurde Webers Gesamtvermögen auf 9,6 Mio. RM geschätzt. In den Nachkriegsjahren klagten seine Geschwister, Nichten und Neffen erfolglos auf Herausgabe der Vermögensteile, die er vor Hitlers Machtübernahme erwirtschaftet hatte.